# 黒い潮

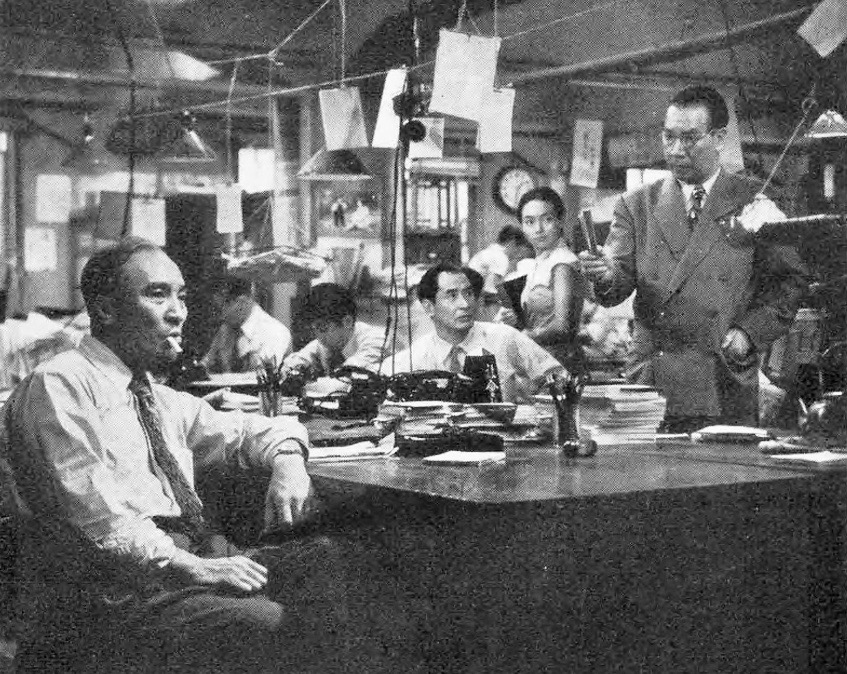
左から滝沢修、山村聡、左幸子、進藤英太郎。

『黒い潮』（くろいしお）は、1954年8月31日に公開された日活製作の日本映画。
『蟹工船』に次ぐ俳優・山村聡の監督作品。井上靖の同名小説（『黯い潮』）を原作に、1949年に発生した「下山事件」をモデルにした不審死事件を追う新聞記者の奮闘を描く社会派映画となっている。第9回毎日映画コンクール美術賞（木村威夫）、男優主演賞（山村聡）、第5回ブルーリボン賞助演男優賞（東野英治郎）などを受賞した。第28回キネマ旬報ベスト・テン第4位。
冒頭の轢死シーンは合成特撮で表現されたが、特撮スタッフはクレジットに掲載されていない。

## キャスト
- 速水卓夫：山村聡
- 佐竹景子：津島恵子
- 伊庭節子：左幸子
- 山名部長：滝沢修
- 佐竹雨三：東野英治郎
- 筧記者：河野秋武
- 東野村記者：信欣三
- 石井副部長：安部徹
- 中橋写真部員：柳谷寛
- 鬼川整理部長：清水元
- 整理部副部長：伊沢一郎
- 学芸部長：石黒達也
- 目撃者・栗原：小笠原章二郎
- 斎藤記者：田島義文
- 白井記者：下元勉
- 三井記者：芦田伸介
- 政治部記者：下條正巳
- 小使：武田正憲
- 守衛：山田晴夫
- 夕刊新聞記者：浜村純
- 東大生：内藤武敏
- 院外団の男・小磯：進藤英太郎
- 佐竹の母：夏川静江
- みやこの女中：沢村貞子
- 大木田刑事：石山健二郎
- 浜崎編集局長：千田是也
- 水谷主幹：青山杉作
- 山田老巡査：小川虎之助
- 寿司やの親父：御橋公
- 清川助教授：中村伸郎

## スタッフ
- 監督：山村聡
- 脚色：菊島隆三
- 原作：井上靖
- 撮影：横山実
- 音楽：塚原哲夫
- 美術：木村威夫
- 企画 : 高木雅行